# Metin Yıldız
Metin Yıldız (* 24. November 1960 in Sivas) ist ein ehemaliger türkischer Fußballspieler und -trainer.

## Karriere

### Sportliche Karriere
Yıldız begann seine Karriere in der Jugend von Galatasaray Istanbul. Sein Debüt gab der Mittelfeldspieler am 17. Februar 1979 im Inönü-Stadion gegen Altay İzmir. In der Saison 1979/80 gehörte er zur Stammmannschaft und kam zu 22 Spielen. Seinen ersten Titel gewann Metin Yıldız im türkischen Pokal 1982. Galatasaray besiegte im Finale MKE Ankaragücü mit einem Gesamtergebnis von 5:1 (Hinspiel 3:0, Rückspiel 1:2). Yıldız fehlte im Finale verletzungsbedingt.
Die nachfolgende Spielzeit 1982/83 verbrachte Yıldız leihweise bei Zonguldakspor. Mit der Verpflichtung von Jupp Derwall kam Metin Yıldız zu wenigen Spielen. In der Saison 1984/85 waren es sieben Spiele. Im Sommer 1985 wechselte er zum Ligakonkurrenten Malatyaspor. Für Malatyaspor spielte er zwei Jahre lang. Es folgte eine Saison bei Adana Demirspor. Er kehrte nach drei Jahren zurück zu Galatasaray. Es folgten Transfers zu Zeytinburnuspor, Kayserispor und Mersin İdman Yurdu. Metin Yıldız beendete seine aktive Karriere nach der Saison 1992/93.
Für die Türkei spielte Metin Yıldız siebenmal und erzielte ein Tor.

### Trainerkarriere
Seine Trainerkarriere verlief ohne nennenswerten Erfolg. Von 1998 bis 2002 war er als Jugendtrainer bei Galatasaray beschäftigt. In der Süper Lig war Yıldız einmal als Cheftrainer von Çaykur Rizespor tätig.
Yıldızs bislang letzte Trainertätigkeit war von November 2008 bis Dezember 2008 bei Adanaspor.

## Erfolge
Galatasaray Istanbul
- Türkischer Fußballpokal: 1982, 1985, 1991
- Cumhurbaşkanlığı Kupası: 1991

Kayserispor
- 2. Türkische Liga: 1992